# Cikoneng (Cikoneng)
Cikoneng is een bestuurslaag in het regentschap Ciamis van de provincie West-Java, Indonesië. Cikoneng telt 6841 inwoners (volkstelling 2010).